# Rune Nedergård
Rune Salomon Nedergård, född 22 november 1926 i Gällivare, död 9 mars 2010 i Laxå, var en svensk målare.
Nedergård var som konstnär autodidakt, men fick viss utbildning av konstnärskolleger och under studieresor till Afrika och Medelhavsregionen.
Hans konst består av stilleben, landskap, blomsterstycken och mariner i en impressionistisk stil med harmonisk kolorit. 
Nedergård är representerad vid Venngarns slott i Sigtuna, Nalenpalatset i Stockholm och Saltsjöbadhemmet i Saltsjöbaden.